# Rainer Schüttler
Rainer Schüttler (n. 25 aprilie 1976, Korbach, Republica Federală Germania, Germania) este un jucător de tenis german, medaliat olimpic. A participat la 3 ediții ale Jocurilor Olimpice (2000, 2004, 2008) în care a câștigat o medalie de argint.